# Jessie M. King
Jessie Marion King (20 de marzo de 1875 - 3 de agosto de 1949) fue una ilustradora escocesa conocida por sus libros infantiles ilustrados. También diseñó exlibris, joyas y telas, y pintó cerámica. King fue una de las artistas conocidas como las Glasgow Girls.

## Educación
Jessie M. King nació en una mansión, New Kilpatrick, en Bearsden, Dunbartonshire, cerca de Glasgow. Su padre era James Wat(t)ers King, un ministro de la Iglesia de Escocia, y su madre era Mary Anne Anderson. Recibió una estricta educación religiosa y fue desalentada a convertirse en artista. Cuando King era muy joven, escondía dibujos que hacía en la escuela por temor a que su madre los destrozara. Mary McNab, la ama de llaves de la familia, fue una influencia formativa y King la consideró su segunda madre. King tuvo una experiencia espiritual en Argyll siendo adolescente cuando se durmió en la ladera de una colina y sintió el toque de las hadas, en cuya existencia seguía creyendo.
Jessie M. King comenzó a formarse como profesora de arte en 1891 en el Queen Margaret College (Glasgow). En 1892 ingresó en la Escuela de arte de Glasgow. Como estudiante, recibió varios premios, incluida su primera medalla de plata de la Competencia Nacional, South Kensington (1898). 

## Trayectoria
King fue nombrada Tutora en decoración y diseño de libros en la Glasgow School of Art en 1899. Jessie M. King continuó enseñando hasta su matrimonio con E. A. Taylor en 1908, y eligió, a contracorriente, mantener su apellido de soltera.
King fue influenciada por el Art Nouveau de la época, y sus obras se corresponden con las de la Escuela de Glasgow. A pesar de la influencia del Art Nouveau, se inspiró para crear diseños únicos donde no tradujo literalmente el mundo real. "No copiaría diseños", dijo, "sino que insisto en extraer de mi cabeza". Durante su primer período, creó ilustraciones detalladas de pluma y tinta en vitela.
La mayoría de las primeras obras de King incluyeron ilustración, pero también escribió libros y fue una experta diseñadora de joyas. Sus primeros diseños publicados, algunas personas creen que son su mejor obra, fueron para las portadas de libros publicados por Globus Verlag, Berlín, entre 1899 y 1902. La editorial era una compañía subsidiaria de los grandes almacenes de Berlín, Wertheim's. El editor, Georg Wertheim, quería que diseñara "una gama de artículos en el 'nuevo estilo escocés'". En total, ilustró, escribió, decoró o diseñó la portada de más de 100 libros y otras publicaciones.
Hizo una gran gira por Alemania e Italia en 1902 y fue influenciada por las obras de Botticelli. En el mismo año, su encuadernación para "L'Evangile de L'Enfance" recibió una medalla de oro en la Exposición Internacional de Arte Decorativo Moderno, celebrada en Turín. El certificado fue otorgado a "Signor Jessie Marion King" porque no había ninguna disposición para que el premio lo ganara una "Signora". King se convirtió en miembro del comité de la Sociedad de Artistas de Glasgow (1903) y miembro de la Sociedad de Artistas de Glasgow (1905). Su contribución al Art Nouveau alcanzó su punto máximo durante sus primeras exposiciones, Annan's Gallery en Glasgow (1907) y Bruton Street Galleries, Londres (1905). 
En 1908, King y su esposo se mudaron a Salford, donde su única hija, Merle Elspeth, nació en 1909; Mary McNab se unió a la familia, lo que le permitió a King seguir trabajando. En 1910 se mudaron a París, donde Taylor había obtenido una cátedra en los estudios de Ernest Percyval Tudor-Hart. En 1911, King y Taylor abrieron la Escuela Sheiling Atelier en París. Sus obras en París se consideran influyentes para la creación del movimiento art déco. Con posterioridad, King y Taylor se mudaron a Kirkcudbright en 1915 y continuaron trabajando allí hasta su muerte. 
King también decoró cerámica y trabajó con batik, que se le atribuye haber presentado a Liberty. En 1924, publicó How Cinderella Was Able to Go to the Ball: " Un folleto sobre Batik escrito e ilustrado por Jessie M. King".
King murió en su casa en Kircudbright el 3 de agosto de 1949, tras un ataque al corazón. Fue incinerada en Kirkcudbright y sus cenizas esparcidas en Minard, Argyll, en la iglesia donde fue enterrada Mary McNab.

## Galería

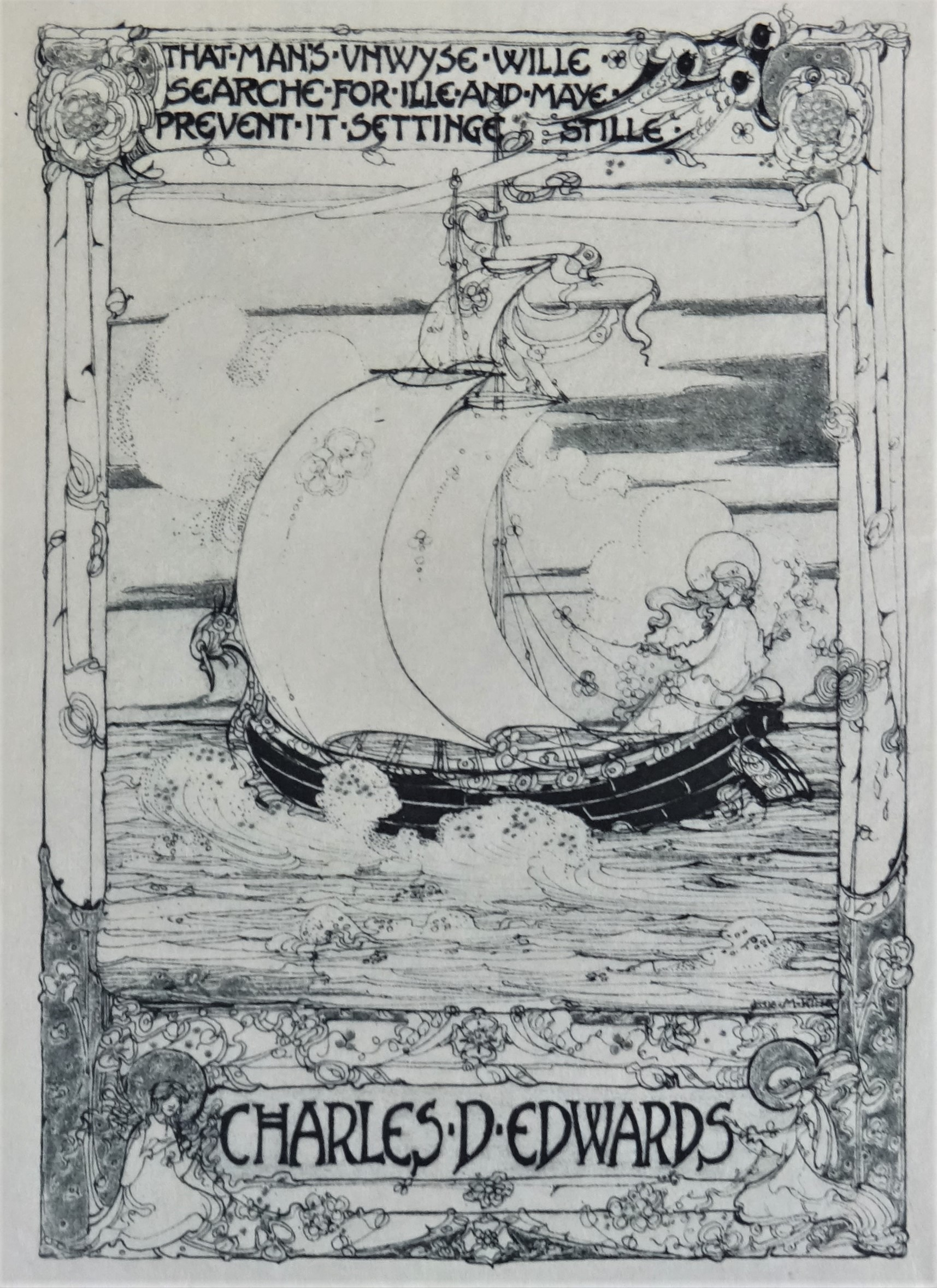
Una placa de libro de 1907 Jessie M. King para Charles D. Edwards sobre vitela japonesa.
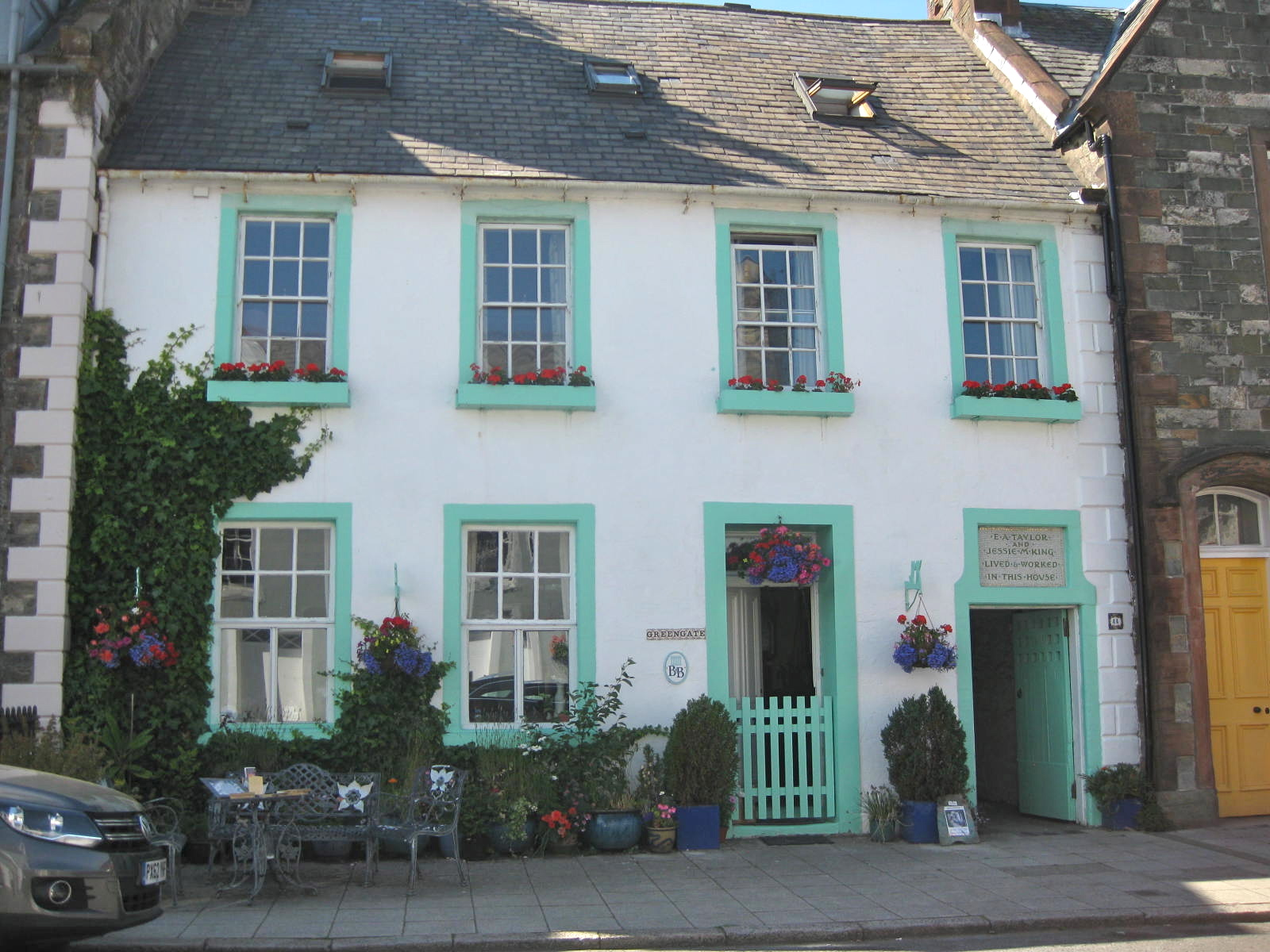
La casa de Jessie Marion King, High Street, Kirkcudbright.
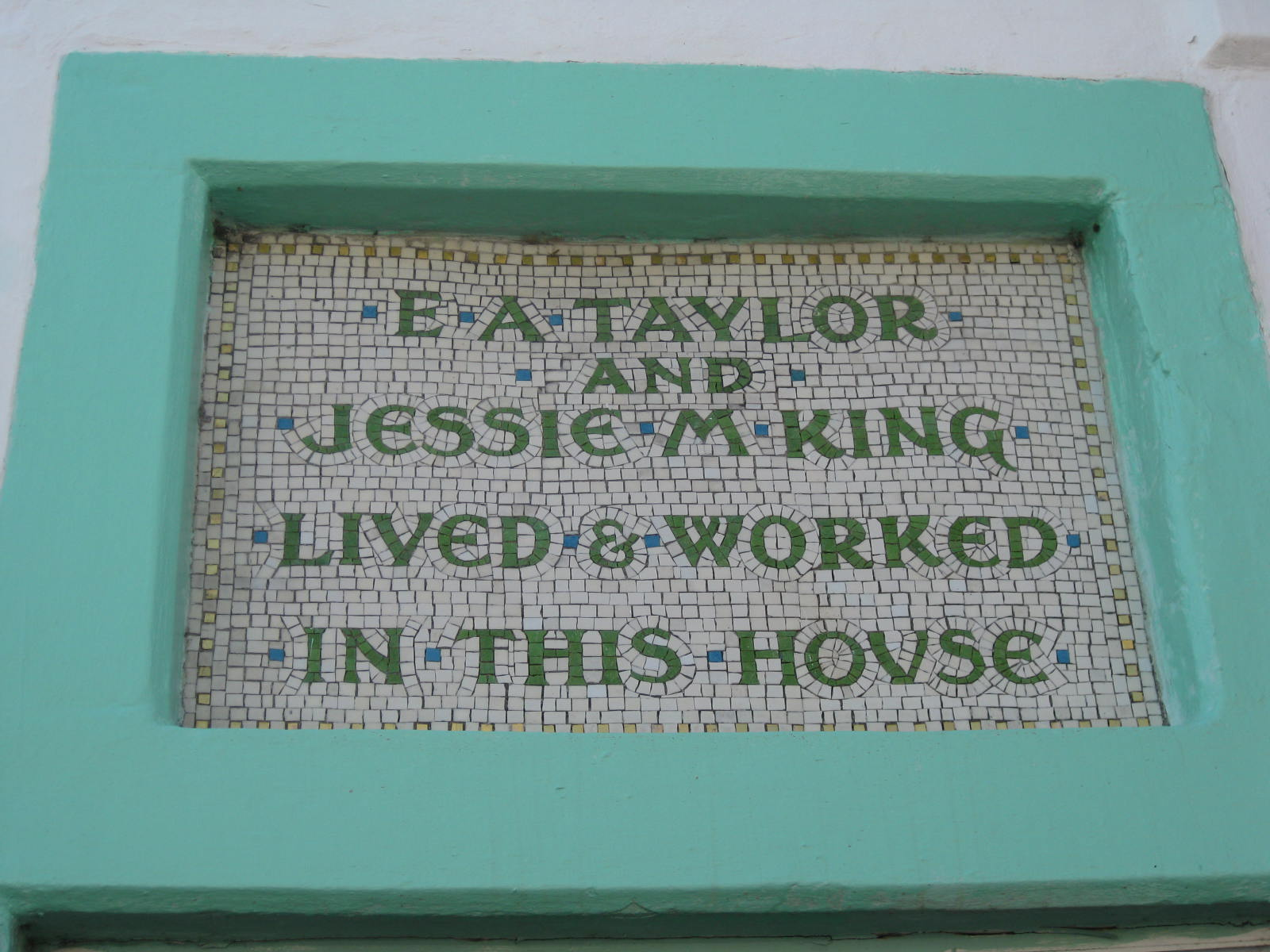
Inscripción sobre puerta lateral.
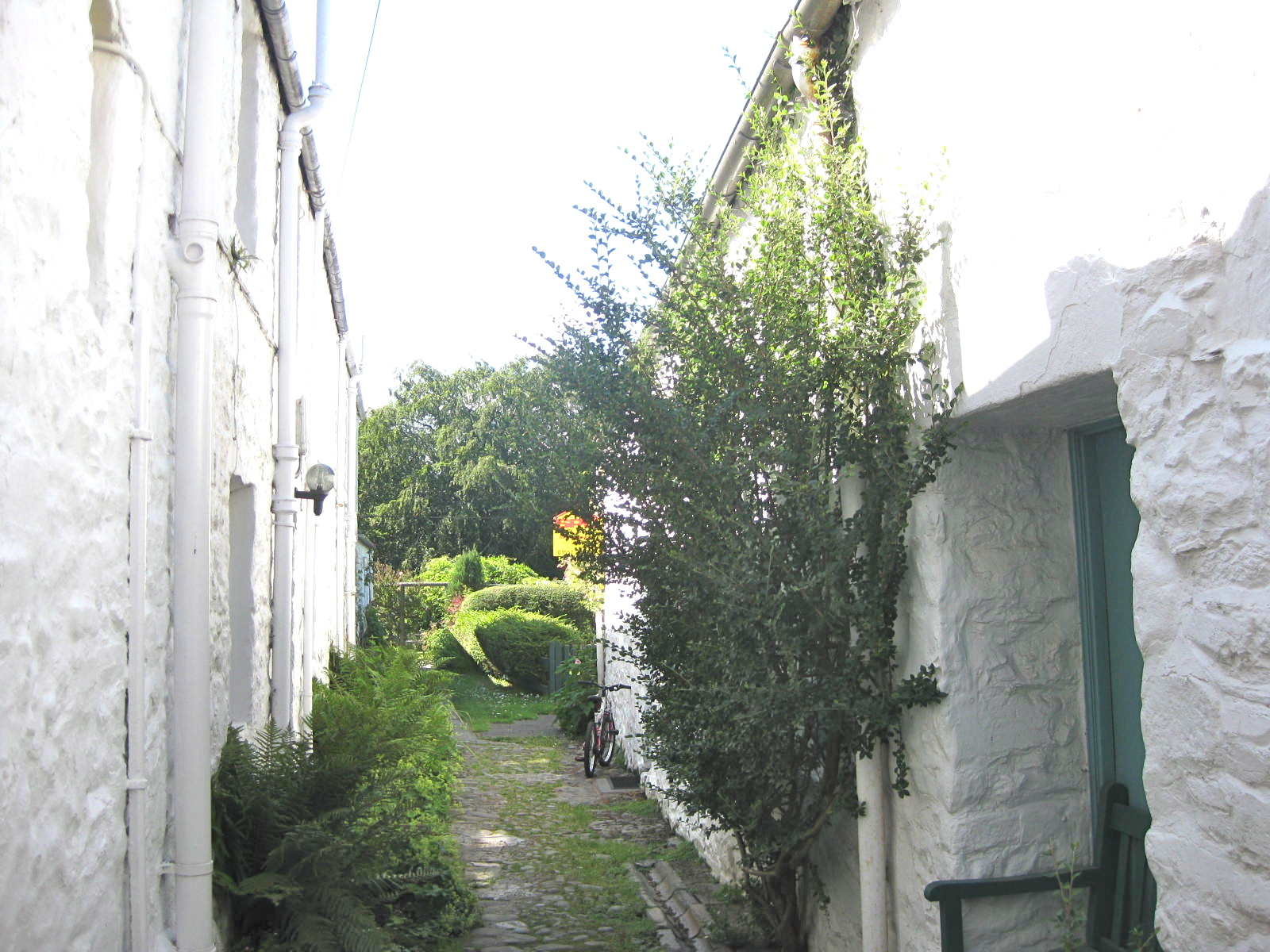
Casas de artistas a las que se accede por pasillos laterales.
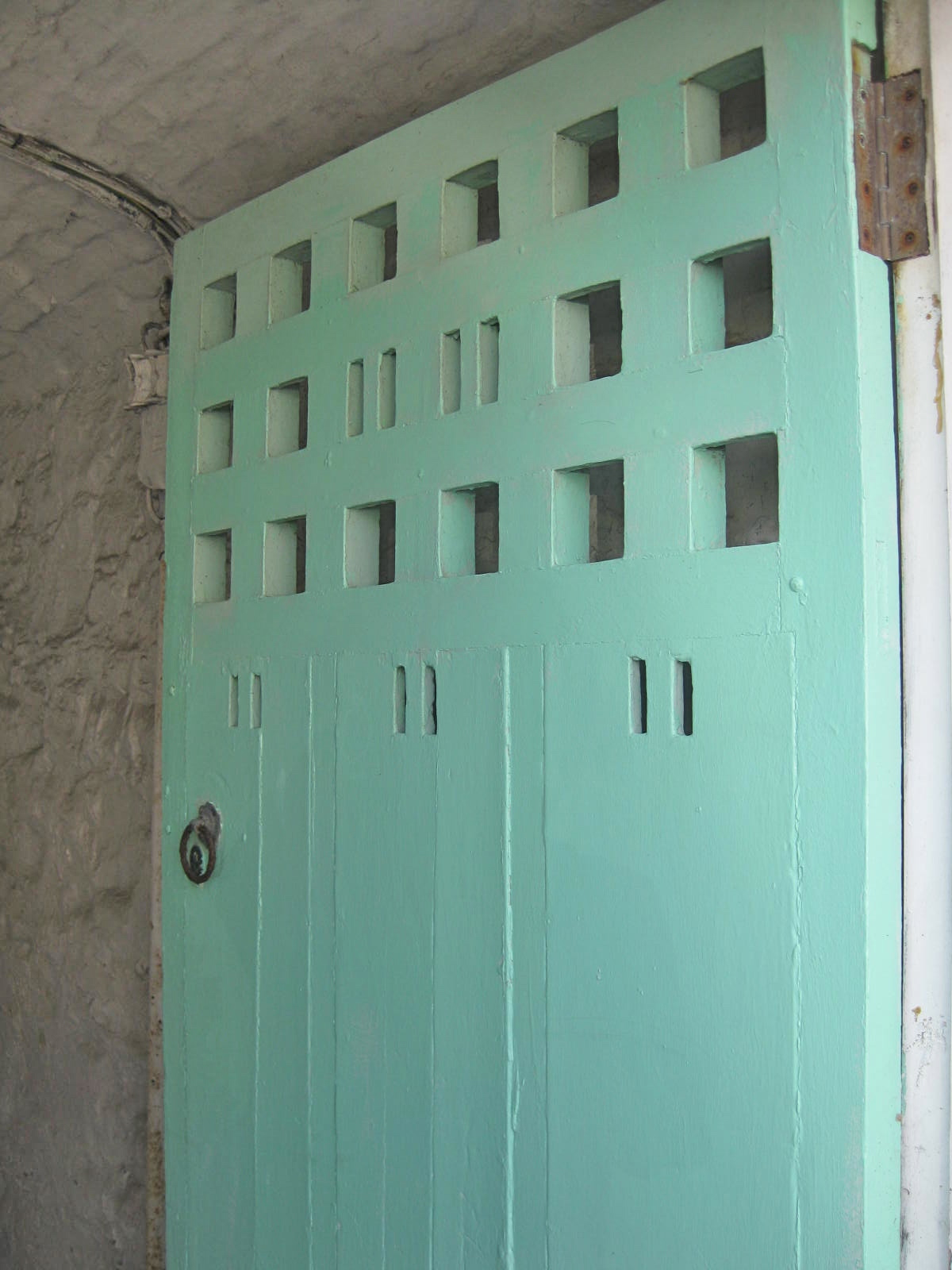
Diseño Art Nouveau a la puerta.